# Adolfo Marañón
Adolfo Pérez Marañón (Olite, 31 de marzo de 1935), conocido por Marañón, es un exjugador y entrenador de fútbol.

## Trayectoria
Empezó a jugar al fútbol en el Erri-Berri de Olite, equipo de su ciudad, y luego se marchó al Peña Sport de Tafalla. Destacado centrocampista, en 1954 con 21 años, comenzó a jugar en Primera División en Osasuna, donde permaneció cuatro temporadas. Sin dejar la primera categoría, en 1960 fichó por el Oviedo, donde jugó dos temporadas. Luego, tras un breve paso por el Langreo, volvió a la máxima categoría en las filas del Levante, donde militó durante la temporada 1964/65.
"Marañon" es tío carnal del también futbolista internacional Rafael Carlos Pérez González. Tras colgar las botas, ha ocupado los banquillos en calidad de entrenador de diversos clubes navarros, entre los que se cuentan el del C.D. Ribaforada o C.D. Tudelano. Actualmente ocupa el cargo de Presidente de la Asociación Deportiva Osasuna Veteranos.

## Internacionalidad
Fue internacional absoluto con España en dos ocasiones.

## Estadísticas
En las siete temporadas que compitió en la máxima categoría del fútbol español, llegó a jugar 138 partidos en tres equipos diferentes. Llegando a anotar 34 goles.

## Clubes
| Club                     | País   | Año       |
| ------------------------ | ------ | --------- |
| Club Atlético Osasuna    | España | 1956-1959 |
| Real Oviedo              | España | 1960-1962 |
| Unión Popular de Langreo | España | 1962-1963 |
| Levante Unión Deportiva  | España | 1964-1965 |